# Chilobrycon deuterodon
Chilobrycon deuterodon es una especie de pez de la familia Characidae en el orden de los Characiformes, y única especie del género Chilobrycon.

## Morfología
Los machos pueden llegar alcanzar los 10,8 cm de longitud total.

## Hábitat
Vive en zonas de clima tropical.

## Distribución geográfica
Se encuentran en Sudamérica: río Tumbes (Perú).